# Sơn Điền
Sơn Điền là một xã thuộc huyện Di Linh, tỉnh Lâm Đồng, Việt Nam.

## Địa lý
Xã Sơn Điền có diện tích 119,05 km², dân số năm 2022 là 3.515 người, mật độ dân số đạt 29 người/km².

## Lịch sử
Ngày 6 tháng 3 năm 1984, Hội đồng Bộ trưởng ban hành Quyết định số 38-HĐBT về việc thành lập xã Gia Bắc trên cơ sở các thôn: Đà Hòng, Lao Sẻ, Lang Băng, Bỉ Nởn, Pe Cao, Băng Gia, Bê Lã, Gia Bắc của xã Sơn Điền.
Xã Sơn Điền còn lại các thôn: Sọ La, Con Sỏ, Hà Giang, Đa Cơn, K Sắc, K Gông, Sè Ba.
Ngày 21 tháng 1 năm 2020, HĐND tỉnh Lâm Đồng ban hành Nghị quyết số 166/NQ-HĐND về việc:
- Thành lập thôn Đăng Cao trên cơ sở thôn Bó Cao và thôn Đăng Gia.
- Thành lập thôn Jang Pàr trên cơ sở sáp nhập thôn Hà Giang và thôn Lang Bang.